# Ignace Joseph III. Younan
Mons. Ignatius Joseph III. Younan (15. listopadu 1944, Hasaka) je syrský katolický kněz a patriarcha antiochijský.

## Život
Narodil se 15. listopadu 1944 v Hassaké a na kněze byl vysvěcen 12. září 1971. Po vysvěcení sloužil jako ředitel semináře v Charfetu a jako ředitel katechetů diecéze Hassaké a do roku 1986 byl knězem farnosti Zvěstování Panny Marie v Bejrútu.
Roku 1986 byl poslán do USA aby zde vytvořil misii pro syrské katolické věřící. Misie založil v Newarku (Panny Marie Vysvoboditelky) a další v North Hollywoodu (Nejsvětějšího Srdce) a v San Diegu (Naší matky věčné pomoci).
Dne 6. listopadu 1995 byla papežem Janem Pavlem II. vytvořena nová eparchie Panny Marie Osvoboditelky v Newarku a on byl ustanoven prvním eparchou. Biskupské svěcení přijal 7. ledna 1996 z rukou patriarchy Ignatia Antoine II. Hayeka a spolusvětiteli byli arcibiskupové Eustathe Joseph Mounayer a Denys Raboula Antoine Beylouni. V této funkci sloužil do 20. ledna 2009 kdy byl zvolen antiochijským patriarchou. Dne 22. ledna 2009 mu papež Benedikt XVI. udělil církevní společenství, v souladu kánonem 76 § 2 Kodexu kánonů východních církví.
Byl velmi aktivní v žádosti o blahořečení Flaviana Michaela Malkeho.
Patriarcha Younan navštívil mnoho zemí svého stáda, například Austrálii a Spojené státy.